# 皮特曼 (佛羅里達州)
皮特曼（英語：Pittman）是位於美國佛羅里達州萊克縣的一個人口普查指定地區。

## 地理
皮特曼的座標為29°00′00″N 81°39′00″W / 29.00000°N 81.65000°W，而該地最高點為海拔高度21米（即69英尺）。

## 人口
根據2010年美國人口普查的數據，皮特曼的面積為3.30平方千米，當中陸地面積為3.30平方千米，而水域面積為0.00平方千米。當地共有人口1922人，而人口密度為每平方千米582人。